# Arena Traktor
A Arena Traktor é um ginásio de esportes para hóquei no gelo localizado na cidade de Cheliabinsk, Rússia.
Inaugurado em 2009, abriga as partidas do clube de hóquei Traktor Cheliabinsk. Sofreu danos residuais com a explosão do Meteoro de Cheliabinsk.
Foi a sede do Campeonato Mundial de Judô de 2014.